# Holopogon flavotibialis
Holopogon flavotibialis is een vliegensoort uit de familie van de roofvliegen (Asilidae). De wetenschappelijke naam van de soort is voor het eerst geldig gepubliceerd in 1909 door Strobl in Czerny & Strobl.